# القنصلية السويدية العامة في القدس
القنصلية السويدية العامة في القدس هي الممثلية الدبلوماسية العُليا السويدية في دولة فلسطين. تأسست القنصلية في عام 1903. تقع القنصلية في حي الشيخ جراح بمدينة القدس.

## قائمة القناصل
| الترتيب | القنصل         | تاريخ الاعتماد الدبلوماسي | تاريخ الانتهاء | ملك السويد | رئيس دولة فلسطين | ملاحظات |
| ------- | -------------- | ------------------------- | -------------- | ---------- | ---------------- | ------- |
|         | نيل الياسون    |                           |                |            |                  |         |
|         | فريدريك كيرست  |                           |                |            |                  |         |
|         | اكسل ورنهوف    |                           | يونيو 2014.    |            | محمود عباس       |         |
|         | آن صوفي نيلسون |                           | يوليو 2017     |            | محمود عباس       |         |
|         | جيسيكا اولوسن  |                           | يوليو 2021.    |            | محمود عباس       |         |
|         | جوليس ليستروم  | 30 سبتمبر 2021            | أغسطس 2025     |            | محمود عباس       |         |

## وصلات خارجية
- الموقع الرسمي